# Beiers voetbalkampioenschap
Het Beiers voetbalkampioenschap was een van de regionale voetbalcompetities van de Zuid-Duitse voetbalbond, die bestond van 1905 tot 1933.

## Geschiedenis
Nadat er eerder al enkele stadskampioenschappen gespeeld werden in München organiseerde de Zuid-Duitse voetbalbond vanaf 1905/06 competities in Beieren. In Zuid-Beieren (vaak ook Opper-Beieren genoemd) speelden zes teams uit München en MTV 1889 Augsburg. In Noord-Beieren (vaak ook Midden-Franken), is enkel geweten dat 1. FC Nürnberg zich ingeschreven had, of er een echte competitie was is niet geweten en de club nam niet deel aan de Zuid-Duitse eindronde.
Van 1906/07 tot 1917/18 heette de Beierse competitie eigenlijk de Ostkreisliga, tot 1910 was deze onderverdeeld in regionale groepen die elkaar voor de algemene titel bekampten. Van 1910/11 tot 1913/14 was er één algemene Beierse competitie. Door het uitbreken van de Eerste Wereldoorlog was er in 1914/15 geen competitie en de volgende jaren erg beperkt, geen competitie maar enkele wedstrijden die de kampioen bepaalden. Na de oorlog werd in 1918/19 enkel in Midden-Franken gespeeld. Vanaf 1919/20 werden Noord- en Zuid-Beierse competities weer gespeeld, niet meer onder de noemer Ostkreisliga. Beide competities werden als aparte reeksen beschouwd als Kreisliga Nordbayern en Südbayern. In 1921 werden de twee competities samen gebracht in de Bezirksliga Bayern, maar bleven wel nog twee jaar apart bestaan. De kampioenen streden wel tegen elkaar voor de algemene titel. Van 1923 tot 1927 speelden alle clubs in één reeks. Hierna werden de competities opnieuw zelfstandig, nog steeds onder de noemer Bezirksliga Bayern en plaatsten ze zich rechtstreeks voor de eindronde zonder nog om de algemene Beierse titel te spelen.
Aanvankelijk moesten de clubs genoegen nemen met ereplaatsen en werd de Zuid-Duitse competitie voornamelijk door clubs uit Karlsruhe gedomineerd. Vanaf 1914 namen de Beierse clubs de fakkel over toen SpVgg Fürth kampioen werd en zelfs de landstitel veroverde. Tot 1931 konden enkel VfR Mannheim (in 1925) en Eintracht Frankfurt (in 1930) nog de Zuid-Duitse titel veroveren als niet-Beierse club. SpVgg Fürth won in totaal drie landstitels in deze periode en 1. FC Nürnberg vijf. FC Bayern München werd in 1932 als vice-kampioen van Zuid-Duitsland wel landskampioen.
In 1933 kwam de NSDAP aan de macht in Duitsland en werden alle regionale voetbalbonden opgeheven. De Gauliga werd ingevoerd als hoogste klasse. Hoewel dit voor vele competities een ingrijpende verandering was bleef voor Beieren nagenoeg alles hetzelfde. De Gauliga Bayern werd de nieuwe hoogste klasse en kwam overeen met de Beierse competitie van 1927 toen die nog uit één reeks bestond. De clubs uit grensstad Ulm verkasten wel naar de Gauliga Württemberg.

## Erelijst
Vetgedrukt clubs die algemeen Beiers kampioen werden. 
| Jaar | Kampioen                        | Competitie     |
| ---- | ------------------------------- | -------------- |
| 1906 | 1. FC Nürnberg                  | Noord-Beieren  |
| 1906 | MTV München 1879                | Zuid-Beieren   |
| 1907 | 1. FC Nürnberg                  | Midden-Franken |
| 1907 | MTV München 1879                | Opper-Beieren  |
| 1908 | 1. FC Nürnberg                  | Midden-Franken |
| 1908 | FA Bayern im Münchener SC       | Opper-Beieren  |
| 1908 | MTV 1889 Augsburg               | Donau          |
| 1909 | 1. FC Nürnberg                  | Midden-Franken |
| 1909 | MTV München 1879                | Opper-Beieren  |
| 1909 | MTV 1889 Augsburg               | Donau          |
| 1910 | 1. FC Nürnberg                  | Noord-Beieren  |
| 1910 | FA Bayern im Münchener SC       | Zuid-Beieren   |
| 1911 | FA Bayern im Münchener SC       | Ostkreisliga   |
| 1912 | SpVgg Fürth                     | Ostkreisliga   |
| 1913 | SpVgg Fürth                     | Ostkreisliga   |
| 1914 | SpVgg Fürth                     | Ostkreisliga   |
| 1916 | 1. FC Nürnberg                  | Ostkreisliga   |
| 1917 | SpVgg Fürth                     | Ostkreisliga   |
| 1918 | 1. FC Nürnberg                  | Ostkreisliga   |
| 1919 | 1. FC Nürnberg                  | Midden-Franken |
| 1920 | 1. FC Nürnberg                  | Noord-Beieren  |
| 1920 | FA Bayern im TuSpV Jahn München | Zuid-Beieren   |

| Jaar | Kampioen                        | Competitie    |
| ---- | ------------------------------- | ------------- |
| 1921 | 1. FC Nürnberg                  | Noord-Beieren |
| 1921 | FC Wacker München               | Zuid-Beieren  |
| 1922 | SpVgg Fürth                     | Noord-Beieren |
| 1922 | FC Wacker München               | Zuid-Beieren  |
| 1923 | SpVgg Fürth                     | Noord-Beieren |
| 1923 | FA Bayern im TuSpV Jahn München | Zuid-Beieren  |
| 1924 | 1. FC Nürnberg                  | Beieren       |
| 1925 | 1. FC Nürnberg                  | Beieren       |
| 1926 | FC Bayern München               | Beieren       |
| 1927 | 1. FC Nürnberg                  | Beieren       |
| 1928 | SpVgg Fürth                     | Noord-Beieren |
| 1928 | FC Bayern München               | Zuid-Beieren  |
| 1929 | 1. FC Nürnberg                  | Noord-Beieren |
| 1929 | FC Bayern München               | Zuid-Beieren  |
| 1930 | SpVgg Fürth                     | Noord-Beieren |
| 1930 | FC Bayern München               | Zuid-Beieren  |
| 1931 | SpVgg Fürth                     | Noord-Beieren |
| 1931 | FC Bayern München               | Zuid-Beieren  |
| 1932 | 1. FC Nürnberg                  | Noord-Beieren |
| 1932 | FC Bayern München               | Zuid-Beieren  |
| 1933 | 1. FC Nürnberg                  | Noord-Beieren |
| 1933 | FC Bayern München               | Zuid-Beieren  |

## Eeuwige ranglijst
| Club                       | /23 | Seizoenen (1905-1914, 1919-1933) |
| -------------------------- | --- | -------------------------------- |
| 1. FC Nürnberg             | 23  | 1905-1914, 1919-1933             |
| FC Bayern München          | 23  | 1905-1914, 1919-1933             |
| FC Wacker München          | 22  | 1905-1906, 1907-1914, 1919-1933  |
| SpVgg Fürth                | 22  | 1906-1914, 1919-1933             |
| SV 1860 München            | 22  | 1905-1913, 1919-1933             |
| MTV München 1879           | 13  | 1905-1914, 1919-1923             |
| FC Teutonia München        | 9   | 1919-1922, 1924-1925, 1928-1933  |
| FC Würzburger Kickers      | 9   | 1912-1914, 1919-1923, 1930-1933  |
| SSV Schwaben Augsburg      | 9   | 1923-1924, 1925-1933             |
| VfR Fürth                  | 9   | 1923-1924, 1925-1933             |
| 1. FC 01 Bamberg           | 7   | 1909-1912, 1919-1923             |
| 1. FC 1910 Bayreuth        | 7   | 1926-1933                        |
| 1. Würzburger FV 04        | 7   | 1921-1922, 1927-1933             |
| DSV München                | 6   | 1927-1933                        |
| MTV 1889 Augsburg          | 6   | 1905-1906, 1907-1912             |
| SpB Jahn Regensbug         | 6   | 1927-1933                        |
| ASV 1928 Nürnberg          | 5   | 1928-1933                        |
| FV 1920 Nürnberg           | 5   | 1920-1925                        |
| FC 1910 Bayern Hof         | 5   | 1927-1932                        |
| FC Noris Nürnberg          | 5   | 1906-1911                        |
| FC Pfeil Nürnberg          | 5   | 1909-1914                        |
| MTV Fürth                  | 4   | 1919-1923                        |
| MTV Ingolstadt             | 4   | 1919-1923                        |
| SpVgg München              | 4   | 1919-1923                        |
| TV Augsburg                | 4   | 1919-1923                        |
| SG Franken Nürnberg        | 4   | 1906-1910                        |
| 1. FC Schweinfurt 05       | 3   | 1919-1920, 1931-1933             |
| FC Bavaria 1899 München    | 3   | 1905-1908                        |
| SC Armin 1893 München      | 3   | 1920-1922, 1932-1933             |
| SV Schwaben Ulm            | 3   | 1924-1925, 1927-1929             |
| TV 1846 Nürnberg           | 3   | 1920-1923                        |
| FC Pfeil-Sandow Nürnberg   | 3   | 1919-1922                        |
| TV 1860 Fürth              | 3   | 1920-1923                        |
| VfB Nürnberg               | 3   | 1911-1912, 1913-1914, 1919-1920  |
| ASV Nürnberg               | 3   | 1925-1928                        |
| BC Augsburg                | 2   | 1920-1922                        |
| FC Concordia 04 Nürnberg   | 2   | 1908-1909, 1911-1912             |
| FVgg Bayern Kitzingen 1911 | 2   | 1920-1922                        |
| SpVgg 04 Erlangen          | 2   | 1921-1922, 1932-1933             |
| SpVgg 1893 Hof             | 2   | 1921-1922, 1929-1930             |
| SpVgg Landshut             | 2   | 1921-1922, 1932-1933             |
| TB Jahn Regensburg         | 2   | 1921-1923                        |
| Turnerschaft München       | 2   | 1905-1907                        |
| Ulmer FV 1894              | 2   | 1929-1930, 1932-1933             |
| FC Fürth                   | 2   | 1926-1928                        |
| VfB Ingolstadt-Ringsee     | 2   | 1930-1932                        |
| 1. SSV Ulm                 | 2   | 1931-1933                        |
| FV Franken Fürth           | 1   | 1921-1922                        |
| BC Nürnberg-Sandreuth      | 1   | 1919-1920                        |
| FC Sportfreunde Nürnberg   | 1   | 1919-1920                        |
| FC Wacker Nürnberg         | 1   | 1906-1907                        |
| FV Memmingen               | 1   | 1921-1922                        |
| TB Weiden                  | 1   | 1921-1922                        |
| TG Viktoria Augsburg       | 1   | 1921-1922                        |
| FC Augsburg                | 1   | 1919-1920                        |
| Turngemeinde München       | 1   | 1908-1909                        |
| TV 1880 München            | 1   | 1919-1920                        |
| TV Dachau                  | 1   | 1921-1922                        |
| TV Neuhausen               | 1   | 1921-1922                        |
| TV Schweinau-Nürnberg      | 1   | 1921-1922                        |
| FSV 1883 Nürnberg          | 1   | 1927-1928                        |
| SV Franken Nürnberg        | 1   | 1928-1929                        |
| 1. FC Straubing            | 1   | 1931-1932                        |
| SpVgg-ESV 1903 Weiden      | 1   | 1931-1932                        |
| SC Germania Nürnberg       | 1   | 1932-1933                        |

1905/06 · 1906/07 · 1907/08 · 1908/09 · 1909/10 · 1910/11 · 1911/12 · 1912/13 · 1913/14 · 1914-1919 · 1918/19 · 1919/20 · 1920/21 · 1921/22 · 1922/23 · 1923/24 · 1924/25 · 1925/26 · 1926/27 · 1927/28 · 1928/29 · 1929/30 · 1930/31 · 1931/32 · 1932/33